# Louis-Charles Spriet
Pour les articles homonymes, voir Spriet.
Louis-Charles Spriet (né à Roubaix le 8 avril 1864 et mort à Paris 10e le 14 novembre 1913) est un peintre français.

## Biographie
Louis-Charles Spriet naît dans une famille ouvrière à Roubaix. Il suit les cours de Mills puis donne des leçons de dessin à Paris, notamment à la princesse Mathilde. Il se spécialise d'abord dans les portraits et la peinture d'histoire, mais se fait surtout connaître par ses paysages dans le goût de l'École de Barbizon. Son tableau L'Ancêtre représentant un vieux moulin à vent rencontre un certain succès au Salon de 1913.
Il est inhumé au cimetière parisien de La Chapelle (division 3). La municipalité de Roubaix lui dresse une stèle au parc Barbieux (mais son médaillon en bronze a été dérobé) et lui donne le nom d'une petite place (place Charles-Louis Spriet).

## Quelques œuvres
- Portrait d'un jeune garçon (1880), musée de la Piscine de Roubaix
- Vieillard en prière (1883), musée de la Piscine de Roubaix
- Portrait d'une dame âgée en bonnet (1891), coll. part[4].
- Le Battage du blé en Algérie, coll part.
- La Ferme Nigrier, coll. part.
- Maison de Flandres, coll. part.
- L'Ancêtre (1913), musée de la Piscine de Roubaix